# Yamuna Kemmerling
Yamuna Kemmerling (* 2001) ist eine deutsche Synchronsprecherin aus Berlin.

## Leben
Yamuna Kemmerling ist die Tochter der Schauspielerin Tanja Schmitz und ist bereits seit der Kindheit als Synchronsprecherin aktiv.
Im Jahr 2018 war sie in Berlin Mitveranstalterin eines Protestzuges für Tierrechte.

## Synchronrollen (Auswahl)

### Filme
- 2016: Arrival: Julia Scarlett Dan als „Hannah“
- 2017: Der Brotverdiener als „Parvana“
- 2019: Jojo Rabbit: Thomasin McKenzie als „Elsa Korr“
- 2020: Mulan: Xana Tang als „Xiu“
- 2020: Beauty Water als „Cody“
- 2021: Coda: Emilia Jones als „Ruby Rossi“
- 2022: Wie ein Tanz auf Glas: Paula Losada als „Aurora“

### Serien
- 2005–2022 und 2024: Doctor Who als „Ruby Sunday“
- 2012–2020: Doc McStuffins, Spielzeugärztin als „Doc McStuffins“
- 2016–2023: Die Goldbergs: Stephanie Katherine Grant als „Emmy Mirsky“
- 2017: Tinkas Weihnachtsabenteuer: Josephine Højbjerg als „Tinka“
- 2017–2019: Anne with an E: Amybeth McNulty als „Anne Shirley“
- 2019–2021: The Bay: Imogen King als „Abbie Armstrong“
- 2020: I Am Not Okay With This: Sophia Lillis als „Syd Novak“
- 2020: Glitch Techs als „Miko“
- 2020–2024: Danger Force: Havan Flores als „Chapa“
- 2021–2024: Grown-ish: Yara Shahidi als „Zoey Johnson“
- 2022: Wochenend-Familie: Liona Bordonaro als „Clara“
- 2022: Little Demon als „Chrissy Feinberg“